# Osredek Žumberački
 Osredek Žumberački  falu Horvátországban Zágráb megyében. Közigazgatásilag Szamoborhoz tartozik.

## Fekvése
Zágrábtól 38 km-re, községközpontjától 18 km-re nyugatra a Zsumberk-Szamobori-hegység területén, a szlovén határ mellett fekszik.

## Története
1830-ban 4 házában 70 lakos élt, valamennyien görögkatolikusok. 
A falunak 1857-ben 106, 1910-ben 76 lakosa volt. Trianon előtt Zágráb vármegye Szamobori járásához tartozott. A falunak  2011-ben 17 lakosa volt. Lakói mezőgazdasággal, állattartással, szőlőműveléssel, erdőgazdálkodással, halászattal foglalkoznak. A mrzlo poljei Szent Péter és Pál plébániához tartoznak.

## Lakosság
| Lakosság változása | Lakosság változása | Lakosság változása | Lakosság változása | Lakosság változása | Lakosság változása | Lakosság változása | Lakosság változása | Lakosság változása | Lakosság változása | Lakosság változása | Lakosság változása | Lakosság változása | Lakosság változása | Lakosság változása | Lakosság változása |
| ------------------ | ------------------ | ------------------ | ------------------ | ------------------ | ------------------ | ------------------ | ------------------ | ------------------ | ------------------ | ------------------ | ------------------ | ------------------ | ------------------ | ------------------ | ------------------ |
| 1857               | 1869               | 1880               | 1890               | 1900               | 1910               | 1921               | 1931               | 1948               | 1953               | 1961               | 1971               | 1981               | 1991               | 2001               | 2011               |
| 106                | 87                 | 87                 | 98                 | 78                 | 76                 | 70                 | 81                 | 61                 | 74                 | 59                 | 47                 | 34                 | 25                 | 17                 | 17                 |

## Külső hivatkozások
- Szamobor hivatalos oldala
- A zsumberki közösség honlapja
- Szamobor város turisztikai egyesületének honlapja